# Paul Le Tocq
Paul Andrew Le Tocq (* 31. Dezember 1981) ist ein walisischer Badmintonspieler aus Guernsey. 

## Karriere
Der von der Kanalinsel Guernsey stammende Paul Le Tocq war sowohl für Guernsey als auch für Wales im Badminton aktiv. 2001 siegte er erstmals bei den Island Games im Herrendoppel mit Glenn MacFarlane. 2011 war er bei den Spielen noch einmal im Mixed erfolgreich. 2005 und 2006 siegte er bei den walisischen Meisterschaften.

## Sportliche Erfolge
| Saison | Veranstaltung                | Disziplin    | Platz | Name                            |
| ------ | ---------------------------- | ------------ | ----- | ------------------------------- |
| 2001   | Island Games                 | Herrendoppel | 1     | Glenn MacFarlane / Paul Le Tocq |
| 2005   | Wales: Einzelmeisterschaften | Herreneinzel | 1     | Paul Le Tocq                    |
| 2006   | Wales: Einzelmeisterschaften | Mixed        | 1     | Paul Le Tocq / Kate Ridler      |
| 2011   | Island Games                 | Mixed        | 1     | Paul Le Tocq / Sarah Garbutt    |